# Уитланд
Уѝтланд (на английски: Whitland; на уелски: Hendy-gwyn ar Daf, Хенди-гуѝн ар Дав) е град в Югозападен Уелс, графство Кармартъншър. Разположен е около река Таав на около 85 km на северозапад от столицата Кардиф. На около 15 km на север от Уитланд се намира главният административен център на графството Кармартън. На около 35 km на югоизток от Уитланд се намира най-големият град в графството Ланели. Шосеен и жп транспортен възел. Населението му е 2066 жители според данни от преброяването през 2001 г.

## Побратимени градове
- Пиприак Франция